# Cerco de Budapeste
O Cerco de Budapeste aconteceu na capital da Hungria no final da Segunda Guerra Mundial na Europa. Começou quando a cidade defendida por tropas húngaras e alemãs foram encurraladas em 29 de dezembro de 1944 pelo Exército Vermelho, comandado por Rodion Malinovsky, e pelas Forças Armadas da Romênia. O cerco acabou quando o líder da resistência da cidade, o General Karl Pfeffer-Wildenbruch, se rendeu incondicionalmente em 13 de fevereiro de 1945.
Durante o cerco, cerca de 38 000 civis morreram de fome, ação militar e execuções em massa de judeus por nacionalistas húngaros de extrema-direita. A conquista de Budapeste foi uma vitória estratégica para os Aliados em seu avanço em direção a Berlim.